# Опіноґура-Дольна
Опіноґура-Дольна (пол. Opinogóra Dolna) — село в Польщі, у гміні Опіноґура-Ґурна Цехановського повіту Мазовецького воєводства.
Населення — 222 особи (2011).
У 1975-1998 роках село належало до Цехановського воєводства.

## Демографія
Демографічна структура станом на 31 березня 2011 року:
|          | Загалом | Допрацездатний вік | Працездатний вік | Постпрацездатний вік |
| -------- | ------- | ------------------ | ---------------- | -------------------- |
| Чоловіки | 110     | 33                 | 68               | 9                    |
| Жінки    | 112     | 35                 | 55               | 22                   |
| Разом    | 222     | 68                 | 123              | 31                   |